# DHL Fastest Pit Stop Award
Il DHL Fastest Pit Stop Award è un premio, istituito nel 2015, assegnato alla scuderia che, nel corso di una stagione di Formula 1, ottiene i migliori risultati nei cambi gomme (pit stop), effettuati nel corso dei Gran Premi. Nelle prime due edizioni il premio veniva attribuito al team che, per il più alto numero di Gran Premi, effettuava più rapidamente il cambio gomme. Il premio è supportato dalla DHL, che già sponsorizza il premio riservato al pilota che ottiene il più alto numero di giri veloci in stagione, il DHL Fastest Lap Award.
Il premio è stato introdotto per "riconoscere il lavoro di squadra, a partire dagli eroi sconosciuti che apportano un contributo di fondamentale importanza per il successo dei piloti in pista".

## Storia
Il premio è stato introdotto dalla stagione 2015 e, in tale stagione, è stato conquistato dalla Ferrari, che in ben 7 occasioni, su i 19 Gran Premi della stagione, ha effettuato il pit stop più rapido. Il premio è stato consegnato in occasione del Gran Premio di Abu Dhabi 2015, ultima prova del campionato.
Nel corso del Gran Premio di Gran Bretagna 2019 i meccanici della Red Bull Racing stabiliscono il nuovo record di velocità un pit stop di Pierre Gasly, in 1"91. Il precedente record apparteneva ad una sosta effettuata da Mark Webber, sempre per la scuderia austriaca, al Gran Premio degli Stati Uniti d'America 2013, in 1"92; la Williams aveva eguagliato la stessa prestazione nel Gran Premio d'Europa 2016, per un cambio gomme di Felipe Massa. Il record è stato nuovamente battuto due settimane più tardi nel corso del Gran Premio di Germania 2019 sempre dai meccanici della Red Bull Racing, per un pit stop di Max Verstappen, in 1"88. Al Gran Premio del Brasile 2019 il record viene ancora una volta infranto, sempre dai meccanici della Red Bull Racing e sempre per un pit stop di Max Verstappen, con un tempo di 1"82. Nel Gran Premio del Qatar 2023 viene stabilito il nuovo primato mondiale dai meccanici della McLaren per un pit stop di Lando Norris, con un tempo di 1"80.
Dal 2018 il trofeo è stato assegnato sempre alla Red Bull Racing.

## Regolamento
Il trofeo premiava quella scuderia che fosse riuscita, per il maggior numero di volte, a essere la più rapida, nel corso di un Gran Premio, nell'effettuare il pit stop. Dal 2017 il regolamento viene modificato, mutuando quello che determina l'assegnazione del campionato costruttori. Vengono premiati, con un sistema di punteggi analogo a quello previsto per la classifica piloti e costruttori, i primi dieci pit stop effettuati in ciascun Gran Premio. Alla scuderia che ha effettuato il cambio gomme più veloce sono assegnati 25 punti, 18 a quella che effettua il secondo cambio gomme più veloce, e così via, fino al decimo più veloce, che porta, alla scuderia che lo ha effettuato, 1 punto. In uno stesso Gran Premio una scuderia può ottenere punti dai cambi gomme effettuati per entrambi i piloti, tenendo conto solo del migliore tempo, per ciascun pilota.

## Albo d'oro
| Stagione | Vincitore       | Pit stop più rapidi | Punti         | Pit stop più rapido                                              | Tempo | Gara                                                 |
| -------- | --------------- | ------------------- | ------------- | ---------------------------------------------------------------- | ----- | ---------------------------------------------------- |
| 2015     | Ferrari         | 7                   | non assegnati | Daniil Kvjat/ Red Bull Racing                                    | 2"10  | Gran Premio d'Italia                                 |
| 2016     | Williams        | 14                  | non assegnati | Felipe Massa/ Williams                                           | 1"92  | Gran Premio d'Europa                                 |
| 2017     | Mercedes        | 6                   | 472           | Felipe Massa/ Williams                                           | 2"02  | Gran Premio di Gran Bretagna                         |
| 2018     | Red Bull Racing | 5                   | 466           | Sebastian Vettel/ Ferrari                                        | 1"97  | Gran Premio del Brasile                              |
| 2019     | Red Bull Racing | 9                   | 504           | Max Verstappen/ Red Bull Racing                                  | 1"82  | Gran Premio del Brasile                              |
| 2020     | Red Bull Racing | 15                  | 555           | Alexander Albon/ Red Bull Racing Max Verstappen/ Red Bull Racing | 1"86  | Gran Premio del Portogallo Gran Premio di Russia     |
| 2021     | Red Bull Racing | 13                  | 569           | Max Verstappen/ Red Bull Racing                                  | 1"88  | Gran Premio d'Ungheria                               |
| 2022     | Red Bull Racing | 10                  | 536           | Daniel Ricciardo/ McLaren                                        | 1"98  | Gran Premio di Città del Messico                     |
| 2023     | Red Bull Racing | 9                   | 543           | Lando Norris/ McLaren                                            | 1"80  | Gran Premio del Qatar                                |
| 2024     | Red Bull Racing | 10                  | 552           | Max Verstappen/ Red Bull Racing Oscar Piastri/ McLaren           | 1"90  | Gran Premio di Cina Gran Premio di Città del Messico |